# JS Cugnaux
JS Cugnaux, właśc. Jeunesse Sportive Cugnalaise – francuski klub piłkarski z siedzibą w Cugnaux.

## Historia
Klub został założony w 1935. W swojej historii występował przez jeden sezon w trzeciej lidze, w edycji 1992/1993 (w grupie Centre-Ouest), spadł jednak wówczas do czwartej ligi.

## Reprezentanci kraju grający w klubie
Stan na grudzień 2023
|  | - Daniel Bravo - Christian Lopez - Alan Clet - Pierre Mercier - Christophe Lowinsky - Serge Souchon-Koguia - Tafsir Saliou Ngom - Yaovi Aziabou - Donald-Olivier Sié |